# 우리는 같은 꿈을 꾼다
《우리는 같은 꿈을 꾼다》(헝가리어: Testről és lélekről, 영어: On Body and Soul)는 2017년 헝가리의 드라마 영화이다. 에네디 일디코가 감독과 각본을 맡았다. 제67회 베를린 국제 영화제에서 황금곰상을 수상했다. 제18회 전주 국제 영화제 개막작이다.

## 줄거리
사랑이 권태로운 남자 엔드레(게자 모르산이)는 눈이 소복이 쌓인 숲속에서 암사슴과 짝을 지어 함께 뛰노는 꿈을 꾼다. 그러던 어느 날 회사에 새로 온 여자 마리어(알렉상드라 보르벨리)에게 자꾸 관심이 가고 우연히 그녀와 똑같은 꿈을 꾼다는 사실을 알게 된다.

## 출연진
- 게자 모르산이 - 엔드레 역
- 알렉상드라 보르벨리 - 마리어 역
- 텐키 레커 - 클라라 역
- 에르빈 나기 - 사니 역
- 타마스 조던 - 마리어의 의사 역
- 줄리아 니아코 - 로지 역
- 졸탄 슈나이더 - 예뇌 역
- 주자 자로 - 주자 역